# Marginalskatt
Marginalskatt på arbetsinkomst är den skatt som individen betalar på den sist intjänade kronan. Den är alltså, namnet till trots, inte en egen typ av skatt. Om en inkomsttagare tjänar 30 000 kronor före skatt och får ut 21 000 kronor efter skatt betalar inkomsttagaren 9 000 kronor (30%) skatt totalt. Om inkomsttagaren sedan får en lönehöjning före skatt på 100 kronor till 30 100 kronor och då måste skatta 9 040 kronor och får ut 21 060 kronor efter skatt motsvarar ökningen av den totala skatten 40 % av lönehöjningen, och man säger att inkomsttagaren har 40 % marginalskatt.
Om inkomstskatten är progressiv kommer marginalskatten att stiga ju större inkomsten blir, men om inkomstskatten är proportionell (även kallad platt skatt) är marginalskatten densamma i alla inkomstlägen. Marginalskatt anses påverka hur vi väljer att prioritera arbetsinsatser, utbildning, karriär med mera. Detta innebär bland annat att en höjning av en redan hög marginalskatt inte behöver leda till ökade skatteintäkter till staten.
I internationella jämförelser brukar ofta Sverige, Danmark, Finland och Belgien hamna bland de länder som har högst marginalskatt. I EU-27 var den högsta marginalskattesatsen i genomsnitt 37,5 procent år 2010. I den svenska statsbudgeten för 2016 ingick nedtrappning av det så kallade jobbskatteavdraget vilket innebar att marginalskatten höjdes till cirka 60 procent. Sverige fick därmed världens högsta marginalskatt.

## Marginalskatt i Sverige
Den högsta personliga marginalskatten var cirka 70 procent under perioden 1948-1970. Under 1970-talet steg marginalskatten för de högsta inkomsterna i Sverige tills den nådde 87 procent 1979. Under 1980-talet sjönk denna procentsats till 75 procent. Den skattereform som gjordes 1990/1991 hade bland annat som syfte att sänka marginalskatten, ”hälften kvar”, och den högsta marginalskatten blev 51 procent. Sedan dess har marginalskatten stigit något. Statsbudgeten för 2016 innebar en återgång till höga marginalskatter. Detta skedde genom avtrappning av jobbskatteavdraget. Högsta marginalskatt blev cirka 60 procent (vid genomsnittlig kommunalskatt) och denna nivå gällde från månadsinkomster på strax över 50 000 kr upp till 123 000 kr. En effekt av att höjningen skedde genom avtrappning av jobbskatteavdraget var att marginalskatten sjönk till 57 procent för månadsinkomster över 123 000 kronor.

### Beloppsgränser
Den personliga marginalskatten bestäms av den kommunala inkomstskatten, grundavdraget, jobbskatteavdraget och den statliga inkomstskatten. För svenska skattebetalare gäller 2020 att för inkomster upp till drygt 509 300 kronor om året tas endast kommunalskatt ut. Det ger en marginalskatt på upp till 28,89–34,52 procent (beroende på kommunal skattesats). Marginalskatten i dessa inkomstlägen påverkades också till viss del av det variabla grundavdraget. Vid en årsinkomst på över drygt 490 000 kr ökar marginalskatten då den statliga inkomstskatten på 20 procentenheter tillkommer (nedre skiktgränsen). [Uppdatering behövs]Det ger en marginalskatt på 48,89–54,52 procent. 
Den 1 januari 2007 infördes ett så kallat jobbskatteavdrag som skiljer på beskattningen av olika typer av inkomster. Inkomst av arbete eller näringsverksamhet beskattas lägre än till exempel pension, sjukpenning, arbetslöshetsersättning och föräldrapenning, vilket även påverkar marginalskatten.

### Effektiv marginalskatt
Utöver den personliga marginalskatten kan även konsumtionsskatter som mervärdesskatt och punktskatter, samt arbetsgivaravgifter räknas. Måttet kallas effektiv marginalskatt. Den högsta effektiva marginalskatten uppskattas då till 75 procent.